# Servantes de Notre-Dame des Douleurs de Florence
Les Servantes de Notre-Dame des Douleurs de Florence sont une congrégation religieuse féminine enseignante et hospitalière de droit pontifical.

## Histoire
En 1854, un groupe de femmes du Tiers-Ordre des Servites de Marie décident de vivre en commun pour se consacrer à l'éducation des filles pauvressous la conduite de Sœur Véronique Donati. En 1865, la communauté est confiée à Judith Signorini Cinganelli, en religion Mère Julienne de sainte Anne, qui donne une stabilité à l'œuvre dans une fidélité au charisme servite. Elle est pour cela considérée comme fondatrice de l'institut.
La congrégation est agrégée aux Servites de Marie le 27 mars 1876, et ses premières constitutions sont données en 1877  par Eugenio Cecconi, archevêque de Florence. L'institut est reconnu de droit diocésain le 16 décembre 1901. Il reçoit le décret de louange le 9 juillet 1913 et ses constitutions sont définitivement approuvées par le Saint-Siège le 22 décembre 1931.
Marie Éléonore Giorgi (1882-1945), supérieure de la congrégation de 1928 à 1940, est reconnue vénérable en 2013, et une sœur de l'institut, Liliane Muratori (1915-1937), est l'objet d'une dévotion, en particulier des étudiants.
Lors de la Seconde Guerre mondiale, 12 jeunes filles juives, polonaises et belges trouvent refuge dans la maison florentine de la congrégation, arrivées avec l'aide de l'organisation d'aide aux juifs internés ou persécutés DELASEM (it). Elles survivent avec de faux papiers et vêtues de l'uniforme du couvent. Pour leur avoir sauvé la vie, la Mère supérieure, Marie-Madeleine Cei, reçoit le 4 septembre 1997 la distinction de Juste parmi les nations par l'institut Yad Vashem.

## Activités et diffusion
Les sœurs se consacrent à l'enseignement et à l'assistance dans les hôpitaux et les séminaires.
Elles sont présentes en: 
- Europe : Italie, Hongrie.
- Amérique : Chili, Colombie.
- Asie : Inde.

La maison-mère est à Florence. 
En 2017, la congrégation comptait 205 sœurs dans 36 maisons.